# Schottische Küche
Die schottische Küche – das heißt die Esskultur Schottlands – hat, obwohl sie von derselben Insel stammt, nicht viel mit der englischen Küche gemeinsam.

## Einflüsse
Geprägt wurde die schottische Küche durch die Nähe zum Meer sowie die karge Landschaft. Die Esskultur der gehobenen Schichten wurde auch von der Auld Alliance mit Frankreich beeinflusst, wie die Vorliebe für Käse und Wein belegt. In den letzten Jahren wurde auch die schottische Küche durch internationale kulinarische Elemente, insbesondere chinesische und indische Lokale in den größeren Städten, beeinflusst. Gemeinsamkeiten mit der englischen Küche sind insbesondere das britische Frühstück und Fish and Chips.
In Schottland hat sich neben der traditionellen Küche auch eine Fast-Food-Esskultur entwickelt. Dazu gehört beispielsweise der High Tea, der aus Fish and Chips und Teegebäck besteht, oder die Schottischen Eier.

## Zutaten
Grundnahrungsmittel in Schottland sind Getreide (Hafer, Gerste), Feldfrüchte (Steckrüben, Kartoffeln, Lauch, Möhren, Kohl), Fleisch und Fisch.

## Gerichte
Porridge (Hafer- oder Gerstebrei) war die Speise der Bauern und der ärmeren Bevölkerungsschichten. Daneben sind insbesondere die schottischen Backwaren bekannt, die auch Eingang in die englische Tea Time fanden. Es gibt in Schottland Gerichte, die in England unbekannt sind oder dort als „ungenießbar“ gelten, zum Beispiel grouse (Moorhuhn, das vor der Zubereitung mindestens drei Wochen abgehangen hat). Der Kochbuchautor Paul Harris schreibt dazu: „The bird should be well hung: the traditional test is to hang by the tail and when the body falls on the cellar floor it is ready for the pot!“ (Übersetzung: „Der Vogel sollte gut abgehangen sein: der traditionelle Test ist, ihn an den Schwanzfedern aufzuhängen, und wenn der Körper auf den Kellerboden fällt, ist er reif für den Kochtopf!“)
Eine traditionelle schottische Mahlzeit läuft nach der klassischen Menüfolge ab: Suppe/Vorspeise – Hauptspeise – Käse – Süßspeise oder Pudding. Dem Pudding folgt oft noch eine pikante Nachspeise.

### Suppen
Eine bekannte Suppe ist der sämige Cullen Skink aus Schellfisch, Kartoffeln, Zwiebeln und Milch. Feather fowlie ist eine bekannte Hühnersuppe, eine weitere Hühnersuppe ist Cock-a-leekie. Die wesentlichen Zutaten für Scotch Broth sind Hammelbrühe, Graupen, Linsen und Erbsen. Hülsenfrüchte werden auch für diverse andere Suppen gerne verwendet.

### Fisch
Die schottische Küche verwendet eine Vielzahl an Fischarten. Zu den bekanntesten gehört der Atlantische Lachs (Salmo salar). Wildlachs wird in den zahlreichen schottischen Flüssen und Lochs in der Zeit von Februar bis September gefangen. Der Wildlachs ist dem Lachs aus den Lachsfarmen vorzuziehen. Er ist im Geschmack und der Struktur des Fleisches wesentlich besser. 1969 begann die erste Lachsfarm an der Westküste Schottlands. Heute ist die Lachszucht ein bedeutender „Industriezweig“. Der Lachs wird frisch, geräuchert oder mariniert angeboten. Ein bekanntes Rezept ist „Lachs in Blätterteig an einer Vermouth-und-Dill-Soße“.
Auch der nahe Verwandte des Lachses, die Forelle, wird in Flüssen gefangen oder in Aufzuchtstationen aufgezogen. „Zitronenforelle mit Kräutern“ sei hier als ein Beispiel für die Verwendung von Forellen genannt.
Hering ist eine weitere Fischart, die aus der schottischen Küche nicht wegzudenken ist. Der bekannteste Vertreter ist hier der Kippers (geräucherter Hering), er muss goldbraun geräuchert sein. Der beste Kippers soll aus dem Loch Fyne stammen.
Haddock – Schellfisch ist der nächste wichtige Speisefisch. Zumal Fish and Chips ohne Haddock nicht zu denken wäre. Finnan haddock ist eine Spezialität, bei der der Fisch ohne Kopf aufgeschnitten wird, so dass die beiden Hälften aber noch zusammenhängen. Er wird geräuchert, bis er Strohfarben oder dunkler ist. Finnan-haddies ist geräucherter Schellfisch, der in Milch und Butter gekocht wird.
Hugga-muggie ist ein von den Shetlands stammendes Fisch-Haggis, das im Fischmagen serviert wird. Arbroath smokies bestehen aus geräuchertem und mit gesalzener Butter gefülltem Schellfisch. Crappid heids sind Schellfischköpfe, die mit gehacktem Hummer gefüllt werden.

### Fleisch

#### Rindfleisch
Einen international guten Ruf besitzt das Fleisch der Aberdeen-Angus-Rinder. Es gilt als saftig und schmackhaft. Das in Schottland beliebteste Stück ist nicht etwa das Filet, sondern das so genannte „Pop’s Eye“, ein Stück aus dem Dickbein. Das Fleisch der Aberdeen Angus sollte nach Meinung schottischer Spitzenköche mindestens vier, besser aber acht Wochen abgehangen sein, damit es sein volles Aroma entfalten könne. Einige bekannte Spezialitäten sind „Scotch Scollops“ oder „Scotch Beef Olives“.

#### Schaffleisch

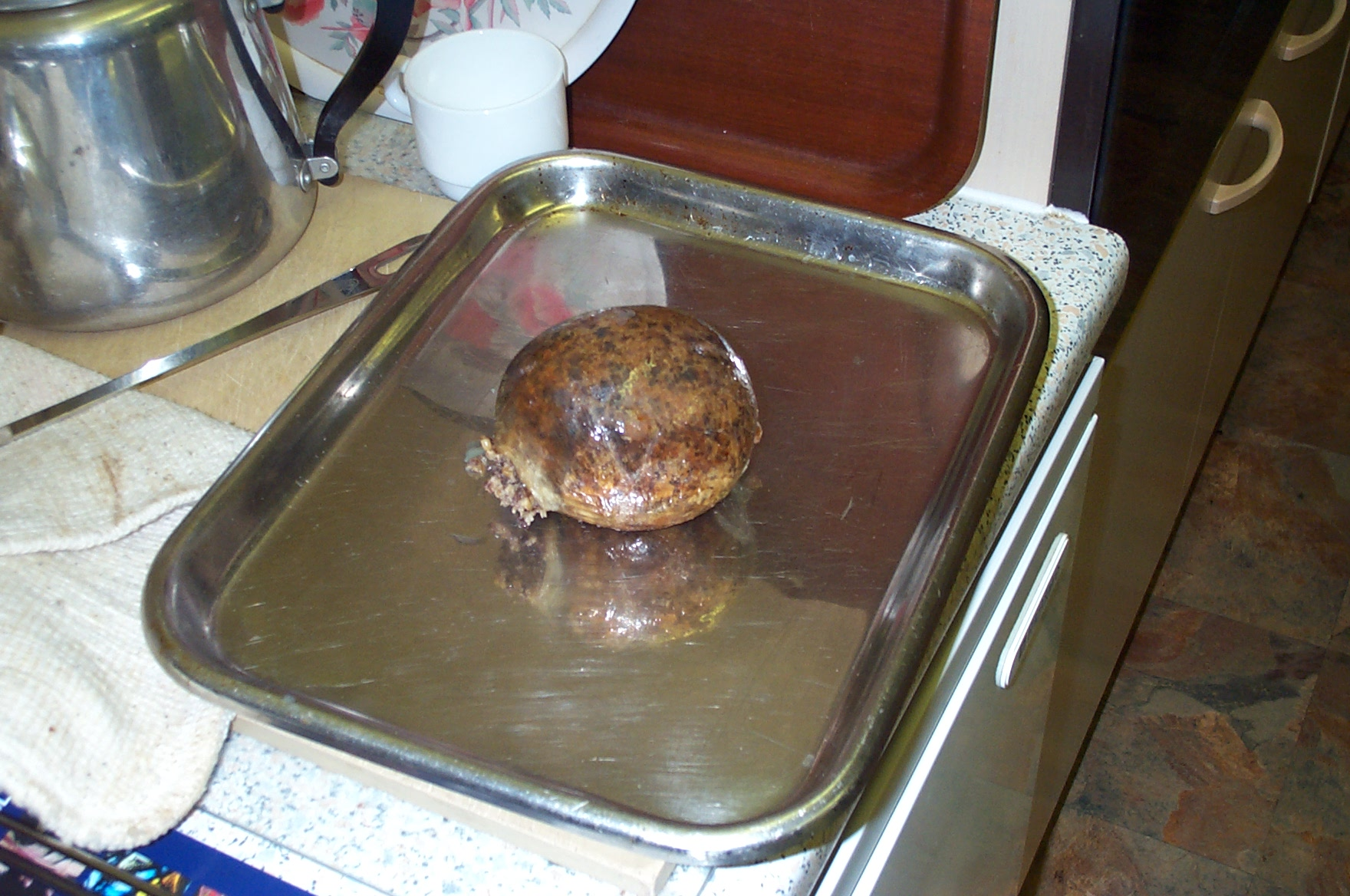
Kleiner Haggis (gekocht)

Schaffleisch, vor allem Lammfleisch, gilt in Schottland als Delikatesse. Bekannte Schafrassen sind Blackface, Shetland und Cheviot. Die Haupt-Lammzeit in den Highlands ist der April, in den Lowlands beginnt die Lammzeit bereits Ende Februar. Schafspezialitäten sind Haggis sowie „Lamb and Kidney Pie“.

#### Wild
Die wichtigsten Wildspeisen der schottischen Küche sind Rotwild, Fasan, Hase und Moorhuhn. Letzteres wird traditionell am Abend des 12. Augusts (Glorious Twelfth) gegessen.

#### Weitere Fleischspezialitäten
Das schottische „Nationalgericht“ Haggis wird traditionell von chappit tatties (Kartoffeln), mashed neeps (Rübenbrei) und Scotch Single Malt Whisky begleitet.

### Käse
- Frischkäse
  - Caboc ist ein Crème-fraîche-ähnlicher Frischkäse aus den schottischen Highlands, der mit Hafermehl überzogen wird.
- Bries und Camemberts
- Halbfeste Käsesorten
- Feste Käsearten
  - Teviotdale ist ein harter, Bonchester ein weicher unpasteurisierter Käse aus den schottischen Borders.

- Sonstige
  - Lanark Blue wird noch heute handwerklich aus unpasteurisierter Schafsmilch produziert.

### Desserts und Puddings
Cranachan ist eine Mischung aus Sahne, Hafermehl, Zucker und Himbeeren, gelegentlich auch mit Rum oder Whisky.
Hattit kit stammt aus den schottischen Highlands und besteht aus Buttermilch, Milch, Sahne, Zucker und Muskat.

### Savouries
Savouries sind eine schottische Tradition, die erst in den letzten Jahren wieder aufgefrischt wurde. Ein Savoury (von französisch saveur) ist eine heiß servierte, ungesüßte und oft pikant gewürzte Nachspeise.
Scotch woodcock besteht aus mit Rührei überzogenen Sardellen und wird auf Toastscheiben serviert. Loch Fyne Toasts sind Heringe mit Ei.

### Kuchen und Gebäck
Zu schottischem Tee werden Scones, Crumpets, Shortbread und Apple pie gereicht. An Hogmanay wird traditionell der Früchtekuchen Black Bun verzehrt. Eine traditionelle Süßware ist das Tablet.

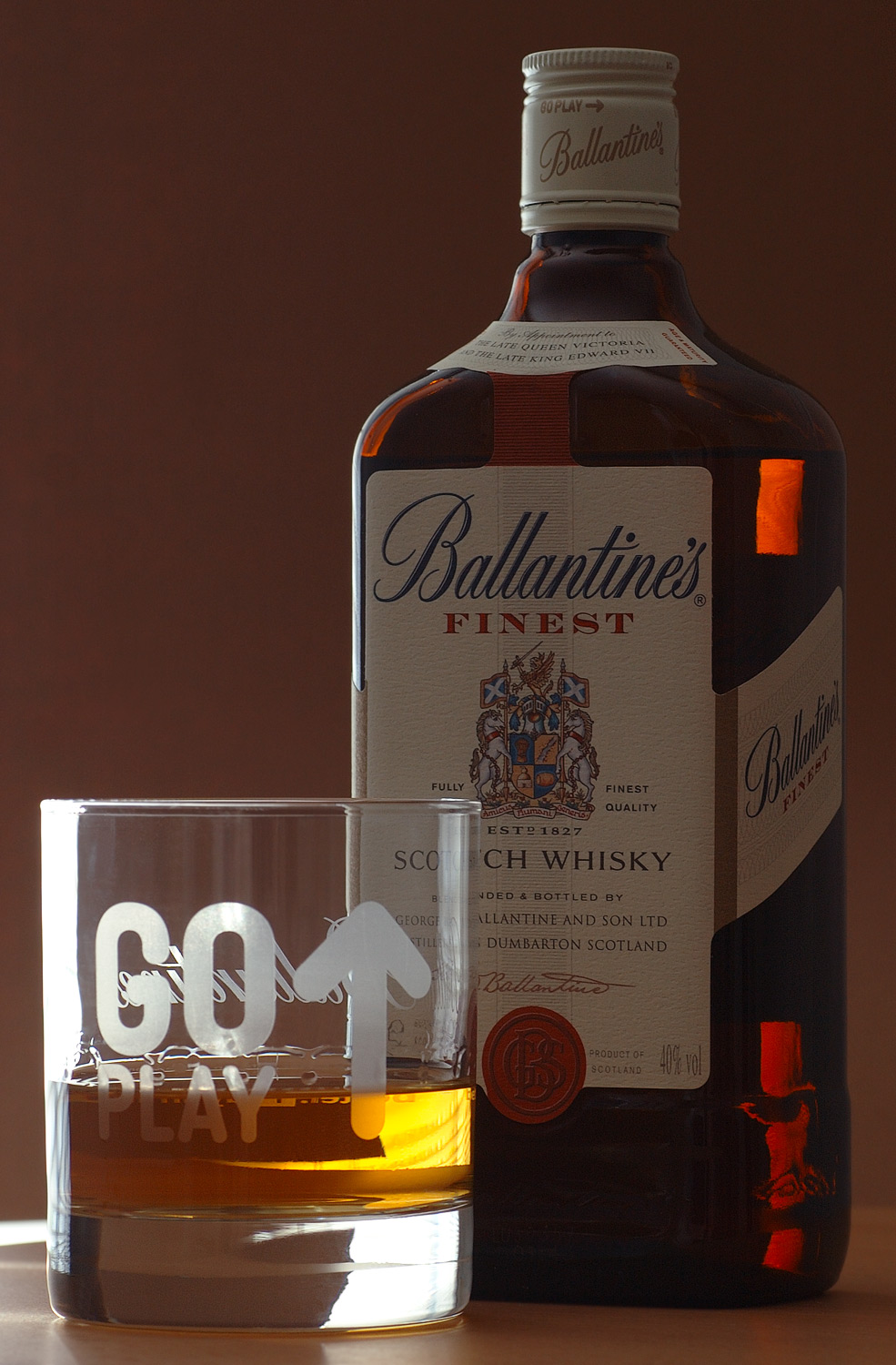
Scotch Whisky

### Getränke
Neben dem allgegenwärtigen Whisky trinken die Schotten viel Schwarztee, in Bars und Pubs ist aber vor allem Bier das hauptsächliche Getränk. Wie in England gewinnt das traditionelle Real Ale zunehmend wieder an Beliebtheit. Neben Whisky ist Irn-Bru, eine sehr süße Limonade, inzwischen zum zweiten „Nationalgetränk“ avanciert. Hinzuzufügen ist noch, dass sich einige „Winzereien“ auf die Tradition der Herstellung einheimischer „Weine“ eingestellt haben (Beerenweine, Met etc.).

## Weitere typische Speisen
- Oatcakes
- Baps
- Bannocks
- Shortbread
- Stovies